# Agapetes cauliflora
Agapetes cauliflora är en ljungväxtart som beskrevs av Elmer Drew Merrill. Agapetes cauliflora ingår i släktet Agapetes och familjen ljungväxter. Inga underarter finns listade i Catalogue of Life.